# Emmanuel de La Harpe
Pour les articles homonymes, voir La Harpe.
Emmanuel de La Harpe, né le 23 mai 1782 à Colombier et mort le 2 janvier 1842 à Lausanne, est un avocat, un juge et une personnalité politique suisse.

## Biographie
De confession protestante, originaire de Rolle et de Lausanne, Emmanuel de La Harpe est le fils d'Amédée Emmanuel François Laharpe, patriote et militaire, et le frère de Sigismond de La Harpe, militaire et homme politique. Il épouse en 1810 Justine-Pauline David. Emmanuel de La Harpe s'engage volontairement dans l'armée française en 1795, puis revient en Suisse où il devient employé dans l'administration militaire vers 1800. Il fait des études de droit à l'académie de Lausanne et à l'université de Tübingen. Il obtient son doctorat en 1806 et exerce comme avocat à Vevey en 1808 et à Lausanne en 1810. Il est en outre juge au tribunal d'appel en 1818. Franc-maçon, il est membre de la loge Cordialité.[réf. nécessaire]

### Parcours politique
Partisan du mouvement libéral, Emmanuel de La Harpe est coopté au Grand Conseil vaudois en 1814, puis siège au Conseil d'État entre 1823 et 1842. Il en est le landaman en 1830, puis le président en 1831, 1834 et 1836. Il est en outre député à la Diète fédérale en 1820, 1821, 1829, 1833, 1834, 1835, 1836, 1837, 1839 et 1841 et commissaire fédéral en Valais en 1839. À partir de 1831, Emmanuel de La Harpe s'éloigne du libéralisme classique pour faire un compromis entre libéralisme et conservatisme opposé à l'émergence du radicalisme,,.